# North Roby
North Roby est une ville fantôme située dans le centre nord du comté de Fisher, au Texas, États-Unis, à quelque sept kilomètres au nord de la ville de Roby. Son altitude est de 589 mètres.